# Remenafulles frontvermell
El remenafulles frontvermell (Formicarius rufifrons) és una espècie d'ocell de la família dels formicàrids (Formicariidae) que habita el terra de la selva pluvial. Conegut únicament al sud-est del Perú al sud de Madre de Dios.